# Uwe Mèffert
Uwe Mèffert é um inventor e designer alemão de quebra-cabeças, nascido em 28 de novembro de 1939, criou diversos quebra-cabeças. Um de suas primeiras invenções foi o Pyraminx , um quebra-cabeça em forma de tetraedro, Isso foi inventado em 1971.
Durante a década de 1970, Meffert criou quebra-cabeças para sua própria diversão. Ele criou um quebra-cabeça semelhante ao conhecido Cubo de Rubik usando madeira e elásticos. Ele achou que as pessoas não se interessariam por seus quebra-cabeças, então ele os desconsiderou até o popular Cubo de Rubik fazer sucesso no mundo inteiro. Mais tarde, ele levou seus quebra-cabeças a um fabricante de brinquedos japonês para promover seus quebra-cabeças.O fabricante de brinquedos criou o primeiro protótipo real, que custa US $ 10.000 para ser produzido. Meffert começou a produzir seus próprios quebra-cabeças com sua própria marca no final de 1981. Seu Pyraminx vendeu mais de 10 milhões de peças em um ano.